# Cesare Ripa
Cesare Ripa (Perugia, 1555 ou 1560 – Roma, 22 de janeiro de 1622) foi um escritor italiano do século XVI, estudioso aficionado de arte e autor de iconologia (Iconologia overo Descrittione dell'Imagini universali, Roma, 1593), um livro de emblemas muito influente no seu tempo. Ainda criança, Cesare Ripa entrara na corte do cardeal Antonio Maria Salviati com a função de escudeiro. 

## Iconologia
Em 1593, publicou a colecção de alegorias. A obra, que tem por objetivo servir os poetas, pintores e escultores, para representar as virtudes, os vícios, os sentimentos e as paixões humanas é uma enciclopédia que se apresenta em ordem alfabética, com alegorias reconhecíveis pelos atributos e simbologia.